# غلين فيرغسون (لاعب كرة قدم)
غلين فيرغسون (بالإنجليزية: Glenn Ferguson)‏ (10 يوليو 1969 في المملكة المتحدة - ) هو مدرب كرة قدم ولاعب كرة قدم أيرلندي شمالي في مركز الهجوم. شارك مع منتخب إيرلندا الشمالية لكرة القدم من الدرجة الثانية ‏ ومنتخب أيرلندا الشمالية لكرة القدم. أما مع النوادي، فقد لعب مع أردز وغلينافون وليسبورن ديستليري ونادي لينفيلد وIrish League representative team ‏.

## وصلات خارجية
- غلين فيرغسون على موقع قاعدة بيانات كرة القدم.إي يو (الإنجليزية)
- غلين فيرغسون على موقع ناشيونال فوتبول تيمز (الإنجليزية)
- غلين فيرغسون على موقع عالم كرة القدم.نت (الإنجليزية)